# Aphanistes klugii
Aphanistes klugii är en stekelart som först beskrevs av Hartig 1838.  Aphanistes klugii ingår i släktet Aphanistes och familjen brokparasitsteklar. Inga underarter finns listade i Catalogue of Life.